# Ханаанская собака
Ханаанская собака (ивр. כֶּלֶב כְּנַעַנִי‎) — аборигенная порода собак, единственная, выведенная в Израиле. Будучи признанной всеми кинологическими клубами мира, у себя на родине ещё существует в диком и полудиком виде, борясь за выживание. Имеет древнее происхождение, близкий родственник басенжи.

## История породы
До 1930-х годов ханаанские собаки существовали как парии. Высеченное на камнях свыше двух тысяч лет назад изображение подобного животного было обнаружено на Синае. Останки собак, похожих на современных ханаанов, найдены на территории Израиля в захоронении 2000 года до нашей эры. Возможно, именно ханаанская собака сидела у трона жены царя Израильского царства Ахава — Иезавели. С течением времени порода была забыта, собаки стали дичать, хоть и оставались жить поблизости от людей.
Основателем современной породы считается заводчица и дрессировщица Рудольфина Менцель, приехавшая в Израиль из Австрии. В 1930-е годы она обратила внимание на местных парий, живущих на свободе или среди бедуинов, стала собирать их и выяснила, что они могут достаточно эффективно работать в нелёгких климатических условиях Ближнего Востока. Пойманные собаки отлично поддавались дрессировке. Вскоре доктор Менцель создала питомник по их разведению, разработав специальную программу, сформулировала для породы первый стандарт, одобренный Израильским клубом собаководства и Международной кинологической федерацией, а саму породу назвала ханаанской собакой, в честь древней библейской земли.
В местности, где Менцель отбирала собак-парий для исследования и племенной работы, имелись два экотипа: северный сирийский, с плотной двойной шерстью, и более лёгкий короткошёрстный египетский. Менцель считала, что ханаанская собака должна представлять некий промежуточный тип. В первой версии стандарта породы были описаны две разновидности, названные «колли-типом» и «динго-типом», которые различались сложением, формой черепа и длиной морды. В более поздних редакциях стандарта динго-тип исключён. Родоначальником породы стал особенно красивый дикий кобель Дугма (с ивр. — «Образец»), Менцель понадобилось много недель, чтобы заманить и приручить его. Дугма дал многочисленное потомство от многих сук. Чтобы сохранить генетическое разнообразие, Менцель продолжала использовать в разведении диких собак и собак бедуинов.
В начавшейся в 1968 году переписке с Конни Хиггинс, одной из первых заводчиц ханаанских собак в Англии, Менцель описала важные, с её точки зрения, качества экстерьера ханаанской собаки. Это должна быть собака квадратного формата с короткой спиной, так как компактные собаки наиболее эффективно функционировали в местных климатических условиях. Уши могли быть в форме пуговиц, полустоячими и стоячими, при этом стоячие она считала предпочтительными. Шерсть предпочиталась жёсткая и плотная, короткая или средней длины, с обильным подшёрстком — такая шерсть обеспечивала защиту от непогоды, колючего пустынного подлеска и паразитов. Кроме того, очень густой подшёрсток, особенно на шее, был отличной защитой от нападения хищников. Окрасы допускались любые, кроме тигрового и серого, которые могли быть результатам примеси. Сама Рудольфина предпочитала черных или красно-коричневых собак с крупными белыми отметинами, наиболее типичным окрасом считала чёрно-белый. Менцель придавала большое значение темпераменту: собаки должны быть бдительными, внимательными к приближающимся объектам и недоверчивыми с незнакомцами. Темперамент и характер всех щенков тестировались по особой, специально разработанной методике. Она не хотела, чтобы новая порода стала лишь подобием собаки-изгоя, важно было сохранить те характеристики, которые позволили ей выжить. По словам Менцель, каждая такая собака может легко приспособиться к любым условиям существования — от дикого до домашнего, — и будет вести себя с человеком применительно к ситуации.
Международная кинологическая федерация признала породу в 1966 году. В 1965 ханаанские собаки завезены в США, и через несколько лет в Британию.
Из-за вспыхнувшей в 1980-е годы эпидемии бешенства и последовавшего за ней решения израильских властей уничтожить всех диких собак, над ханаанами нависла смертельная угроза. Однако сообразительность позволила практически в безнадёжной ситуации спастись диким ханаанам от гибели — при первых звуках приближающихся вертолётов, с которых шёл отстрел, они прятались в норы и смогли выжить.
На родине ханаанские собаки используются в качестве сторожевых собак, собак-поводырей, для обнаружения наркотических и взрывчатых веществ. Нередко живут среди минных полей на границах страны, и благодаря превосходному чутью безошибочно выбирают свои маршруты, роют норы, в которых выводят щенков. В Соединённых Штатах Америки применяются как пастушьи собаки, в ЮАР помогают полиции. Во время Второй мировой войны ханааны были незаменимыми помощниками при поиске мин. Их с успехом используют для поисковых и спасательных работ, а также как связную и караульную собаку в армии.
В 1992 году порода зарегистрирована Объединённым клубом собаководства (UKC) в группе экзотических пород, а в 1997 году — Американским клубом собаководства (AKC) и классифицирована в группу пастушьих собак.
Ханаанские собаки продолжают обитать в природе и периодически пополняют генофонд породы, для этого израильские заводчики специально выезжают в пустыню. Международная кинологическая федерация даёт право национальному клубу собаководства выдавать этим собакам «нулевые» родословные, как это делается для пород салюки и слюги, которых разводят местные бедуины.
Первым чемпионом Израиля в породе ханаанская собака стал Laish me B’nei Habitachon, основной племенной кобель питомника Shaar Hagai, которого его заводчица Рудольфина Менцель считала идеальным. Ханаанские собаки всего мира являются потомками собак питомника Менцель B’nei Habitachon и созданного в 1970 году питомника Мирны Шиболет Shaar Hagai, продолжившего программу разведения, основанную Менцель. Основные породные питомники находятся в Израиле, Франции, США, Германии, Швейцарии, Англии, Швеции и Дании.

## Внешний вид

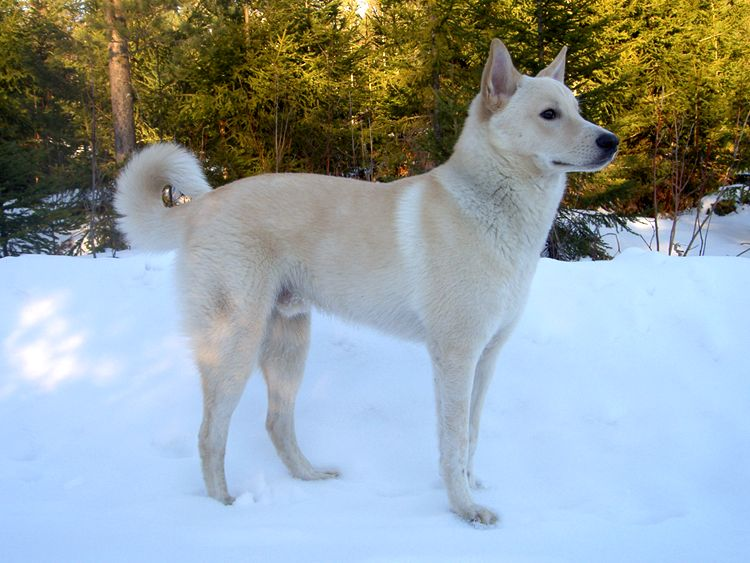

Внешне напоминает крупного шпица. Среднего размера, сбалансированная, крепкая, квадратного формата собака дикого типа, с сильно выраженным половым диморфизмом — высота в холке от 50 до 60 см, кобели значительно крупнее сук. Вес — 18—25 кг.
Голова правильных пропорций, имеет форму тупого клина. У кобелей череп более широкий. Переход ото лба к морде не резкий, но заметный. Нос чёрный. Челюсти сильные, прикус ножницеобразный или прямой. Глаза тёмно-карие, миндалевидные, с тёмной обводкой век. Уши стоячие, посажены низко, слегка закруглены на концах.
Шея мускулистая, холка хорошо выраженная, соотношение длины корпуса к высоте в холке — 1/1, спина прямая, грудь глубокая, умеренно широкая, рёбра достаточно изогнутые, живот подобранный. Хвост посажен высоко, покрыт пушистой шерстью, закручен над спиной. Конечности сбалансированные, сильные, с умеренными углами сочленений, лапы крепкие, округлые, кошачьего типа, с прочными подушечками.
Шерсть плотная, грубая и прямая, от короткой до средней длины, с плотно прилегающим обильным подшёрстком. Окрас от песочного до красно-коричневого, белый, чёрный или пятнистый; если присутствует маска, то она должна быть симметричной (чёрная маска разрешена для любого окраса). Допускаются белые отметины. Наиболее предпочтительны типичные для породы пустынные окрасы — песочный, золотистый, красный и кремовый. Щенки рождаются более светлыми и темнеют по мере взросления.

## Темперамент
Бдительная, способная к обучению, недоверчивая к посторонним, но не агрессивная по своей природе собака, с хорошей реакцией и сильным охранным инстинктом — охраняет как от людей, так и от других животных. Очень сильно привязывается к хозяину, нежна с детьми, при этом ханааны задиристы и склонны к выяснению отношений с другими собаками.
Порода сумела выжить благодаря своей крайней подозрительности и способности молниеносно реагировать на потенциальную опасность. Будучи хорошо обученными и социализированными, ханааны не в восторге от пребывания за пределами своей территории, особенно в тех местах, где много незнакомых людей и других собак, но даже в такой ситуации ханаан будет вести себя с достоинством, всем своим видом демонстрируя смирение, поскольку так нужно хозяину.

## Здоровье, содержание и уход
Ханаанские собаки отличаются крепким здоровьем, наиболее распространённые заболевания, передающиеся по наследству, у них практически отсутствуют, но возможны заболевания скелета (дисплазия тазобедренного сустава, рассекающий остеохондрит), эндокринной (гипотиреоз), нервной (эпилепсия) и репродуктивной (крипторхизм) систем, а также проблемы со зрением (прогрессирующая атрофия сетчатки). Эти собаки выносливы и неприхотливы, легко переносят жару и дефицит воды, что показали исследования израильских учёных, в результате которых была выявлена физиологическая способность ханаанов сохранять жидкость в организме, не допуская перегрева. Средняя продолжительность жизни составляет 12—15 лет.
Для поддержания формы требуются регулярные физические нагрузки, они с удовольствием принимают участие в играх, требующих ловкости и выносливости. Ханаанам необходима серьёзная систематическая дрессировка, однако чрезмерного повторения однотипных упражнений они не любят и могут отказаться выполнять команды. Уход за шерстью сводится к ежедневной чистке щёткой.

## Комментарии
1. ↑  примитивными, или аборигенными, называют собак, сформировавшихся в результате естественного отбора в условиях свободной жизни и сильно отличающихся от собак, выведенных человеком[2].